# Paul Holder
Paul Holder (31 de agosto de 1966) es un deportista sudafricano que compitió en judo. Ganó una medalla de bronce en los Juegos Panafricanos de 1999 en la categoría de +100 kg.

## Palmarés internacional
| Juegos Panafricanos | Juegos Panafricanos       | Juegos Panafricanos | Juegos Panafricanos |
| Año                 | Lugar                     | Medalla             | Categoría           |
| ------------------- | ------------------------- | ------------------- | ------------------- |
| 1999                | Johannesburgo (Sudáfrica) | Medalla de bronce   | +100 kg             |